# 필문대로
필문대로(畢門大路, Pilmun-daero, 광주광역시도 제29호선)는 광주광역시 북구 풍향동 서방사거리와 동구 학동 남광주 교차로를 잇는 광주광역시의 도로이다.  이 도로와 죽봉대로, 서암대로, 대남대로 4개 도로를 합쳐 제1순환로라 지칭한다. 전 구간 국도 제29호선과 국가지원지방도 제55호선, 국가지원지방도 제60호선에 속한다.

## 연혁
- 2009년 7월 27일 : 2개 이상 자치구에 걸쳐있는 도로로 필문대로를 고시[1]

## 주요 경유지
광주광역시
- 북구 풍향동 - 동구 (계림동 · 산수동 · 지산동 · 동명동 · 서석동 · 학동

## 노선
전 구간 국도 제29호선과 국가지원지방도 제55호선, 국가지원지방도 제60호선에 속하므로 이 노선들에 대한 별도 표기는 생략한다.
| 이름                     | 접속 노선 | 소재지          | 소재지          | 비고            |
| 서암대로와 직결          | 서암대로와 직결                                                                                                 | 서암대로와 직결 | 서암대로와 직결 | 서암대로와 직결 |
| ------------------------ | --- | --------------- | --------------- | --------------- |
| 서방사거리               | 국도 제29호선 국가지원지방도 제55호선 국가지원지방도 제60호선 (동문대로) 서암대로 광주광역시도 제6호선 (중앙로) | 광주광역시      | 북:북구 남:동구 |                 |
| 광주교대 교차로          | 무등로375번길                                                                                                   | 광주광역시      | 북:북구 남:동구 |                 |
| 풍향삼거리               | 군왕로 | 광주광역시      | 북:북구 남:동구 |                 |
| 두암지구입구 교차로      | 갈마로 | 광주광역시      | 북:북구 남:동구 |                 |
| 두암지구입구 교차로      | 갈마로 | 광주광역시      | 동구            |                 |
| 산수오거리               | 광주광역시도 제4호선 (경양로) 광주광역시도 제5호선 (무등로)                                                     | 광주광역시      |                 |                 |
| 지산사거리               | 동명로 | 광주광역시      |                 |                 |
| 조선대입구 교차로        | 서남로 | 광주광역시      |                 |                 |
| 남광주 교차로 (남광주역) | 국도 제22호선 국가지원지방도 제55호선 (남문로) 광주광역시도 제3호선 (제봉로)                                    | 광주광역시      | 남광주고가도로  |                 |
| 대남대로와 직결          | |                 |                 |                 |

## 주요 시설 및 건물
- 광주교육대학교, 광주교육대학교 광주부설초등학교 (광주광역시 북구 필문대로 55)
- 광주밤실우편취급국 (광주광역시 북구 필문대로 77)
- 산수파출소 (광주광역시 동구 필문대로 157)
- 조선대학교치과병원 (광주광역시 동구 필문대로 303)
- 조선대학교 (광주광역시 동구 필문대로 309)
- 조선대학교부속중학교 (광주광역시 동구 필문대로 309-3)
- 조선대학교병원 (광주광역시 동구 필문대로 365)